# Hiroshi Fujioka
Hiroshi Fujioka (藤岡 弘, Fujioka Hiroshi; 19 de febrero de 1946) es un actor japonés, más conocido por interpretar al héroe Takeshi Hongo en la serie de tokusatsu Kamen Rider, y a la mascota de Sega Saturn Segata Sanshiro. Fujioka es un icono cultural en Japón, a tal punto que un planeta menor, descubierto por el astrónomo Akimasa Nakamura, lleva su nombre. (Dictionary of Minor Planet Names, ISBN 3-540-00238-3).